# روي برناردي
روي برناردي (بالإنجليزية: Roy Bernardi)‏ هو سياسي أمريكي، ولد في 14 أكتوبر 1942 في سيراكيوز في الولايات المتحدة. حزبياً، نشط في الحزب الجمهوري.